# Professional'nyj Basketbol'nyj klub CSKA 2011-2012
Questa voce raccoglie le informazioni riguardanti il Professional'nyj Basketbol'nyj klub CSKA nelle competizioni ufficiali della stagione 2011-2012.

## Stagione
La stagione 2011-2012 del Professional'nyj Basketbol'nyj klub CSKA è la 21ª nel massimo campionato russo di pallacanestro, la Professional'naya basketbol'naya liga.

## Roster
Aggiornato al 12 luglio 2019
| CSKA Mosca 2011-12 | CSKA Mosca 2011-12 |
| Giocatori          | Staff tecnico      |
| ------------------ | ------------------ |

| N. | Naz.                                                | Ruolo | Nome               | Anno | Alt.   | Peso   |  |
| -- | --------------------------------------------------- | ----- | ------------------ | ---- | ------ | ------ |  |
| 4  | Serbia (bandiera)                                   | P     | Miloš Teodosić     | 1987 | 195 cm | 87 kg  |  |
| 7  | Lituania (bandiera)                                 | C     | Darjuš Lavrinovič  | 1979 | 212 cm | 110 kg |  |
| 8  | Lituania (bandiera)                                 | AP    | Ramūnas Šiškauskas | 1978 | 198 cm | 100 kg |  |
| 11 | Stati Uniti (bandiera) · Rep. Dominicana (bandiera) | GA    | Sammy Mejía        | 1983 | 199 cm | 88 kg  |  |
| 12 | Serbia (bandiera)                                   | C     | Nenad Krstić       | 1983 | 212 cm | 110 kg |  |
| 18 | Russia (bandiera)                                   | G     | Evgenij Voronov    | 1986 | 194 cm | 95 kg  |  |
| 20 | Russia (bandiera)                                   | AG    | Andrej Voroncevič  | 1987 | 207 cm | 107 kg |  |
| 23 | Russia (bandiera)                                   | G     | Aleksej Šved       | 1988 | 198 cm | 86 kg  |  |
| 24 | Russia (bandiera)                                   | C     | Saša Kaun          | 1985 | 213 cm | 111 kg |  |
| 30 | Russia (bandiera)                                   | C     | Dmitrij Sokolov    | 1985 | 214 cm | 115 kg |  |
| 31 | Russia (bandiera)                                   | AG    | Viktor Chrjapa (C) | 1982 | 203 cm | 101 kg |  |
| 33 | Russia (bandiera)                                   | GA    | Anton Ponkrašov    | 1986 | 200 cm | 96 kg  |  |
| 41 | Russia (bandiera)                                   | A     | Nikita Kurbanov    | 1986 | 202 cm | 99 kg  |  |
| 44 | Stati Uniti (bandiera)                              | G     | Jamont Gordon      | 1987 | 194 cm | 94 kg  |  |
| 47 | Russia (bandiera)                                   | A     | Andrej Kirilenko   | 1981 | 206 cm | 102 kg |  |

| Allenatore                                                                                           |
| - Jonas Kazlauskas                                                                                   |
| Assistente/i                                                                                         |
| - Dmitrij Šakulin - Giannīs Sfairopoulos Legenda - (C) Capitano - (IN) Inattivo - Infortunato Roster |

## Mercato

### Sessione estiva
| Acquisti | Acquisti          | Acquisti             | Acquisti      | Acquisti |
| R.a      | Nome              | da                   | Modalità      |          |
| -------- | ----------------- | -------------------- | ------------- | -------- |
| C        | Nenad Krstić      | Boston Celtics       | definitivo    |          |
| C        | Darjuš Lavrinovič | Fenerbahçe           | definitivo    |          |
| P        | Miloš Teodosić    | Olympiakos           | definitivo    |          |
| A        | Andrej Kirilenko  | Utah Jazz            | definitivo    |          |
| G        | Evgenij Voronov   | Dinamo Mosca         | definitivo    |          |
| GA       | Sammy Mejía       | Cholet               | definitivo    |          |
| GA       | Anton Ponkrašov   | Sptk. S. Pietroburgo | definitivo    |          |
| C        | Boban Marjanović  | Žalgiris Kaunas      | fine prestito |          |

| Cessioni | Cessioni         | Cessioni         | Cessioni       | Cessioni |
| R.       | Nome             | a                | Modalità       |          |
| -------- | ---------------- | ---------------- | -------------- | -------- |
| C        | Boban Marjanović | Nižnij Novgorod  | rescissione    |          |
| G        | Trajan Langdon   |                  | ritirato       |          |
| AG       | Matjaž Smodiš    | Cedevita Junior  | fine contratto |          |
| C        | Artëm Zabelin    | Lokomotiv Kuban' | fine contratto |          |
| P        | J.R. Holden      |                  | ritirato       |          |
| G        | Sergej Bykov     | Lokomotiv Kuban' | fine contratto |          |
| P        | Sani Bečirovič   | Pall. Treviso    | fine contratto |          |
| A        | Nikita Barinov   | Naglis Palanga   | fine contratto |          |